# Auヘッドライン
auヘッドライン は、KDDIおよびテレビ朝日が運営するニュース用アプリケーション。auスマートパス会員のみが利用でき、追加料金は不要。設計開発はアシアル。

## 概要
2012年3月1日に開始した「auニュースEX for auスマートパス」の後身として2012年6月1日よりサービス開始。
1日200本超のニュース配信、テレビの速報テロップとほぼ同時にプッシュ配信される「超速報」などを特長とした前身サービスのコンテンツを引き続き利用できる。それに加え、テレビ朝日提供のニュース映像配信やナビタイムジャパン提供「こみれぽ for auスマートパス」と連携した鉄道情報等のコンテンツが追加された。
テレビ朝日の社長早河洋は、会見にてauヘッドラインとニュースEX（EZニュースEXおよびauニュースEX）は堅調と述べている。またフィーチャーフォン向けサービス「テレ朝コンプリート！」の不調を補う格好になっている。
スマートフォン向けに無料配信された動画については、会員登録不要で、auだけでなく他社の契約ないしは端末であっても閲覧可能なものも用意されている。